# Обара, Хитоми
Хитоми Обара (яп. 小原日登美), в девичестве Сакамото (яп. 坂本; 4 января 1981 года — 18 июля 2025) — японская спортсменка, олимпийская чемпионка 2012 года по вольной борьбе, восьмикратная чемпионка мира.

## Карьера
В 1998 году выиграла национальный школьный чемпионат в весе до 50 кг. В 19 лет она впервые стала чемпионкой мира, но после победы на чемпионате мира в следующем году сделала перерыв в карьере ради операции на колене и вернулась к выступлениям в 2004.
Пропустила Олимпийские игры в Пекине, на которых планировала выступить весовой категории до 55 кг, поскольку проиграла полуфинал на национальных соревнованиях, и представлять страну в данном весе на Олимпиаде была выбрана Саори Ёсида.
Вскоре получила работу в вооруженных силах Японии. В октябре 2010 года объявила о своём замужестве, а сентябре 2011 сменила фамилию Сакамото на фамилию мужа Обара.
На Олимпийских играх 2012 года в Лондоне выступала в категории до 48 кг. В полуфинале победила олимпийскую чемпионку 2008 года канадку Кэрол Хвин, в финале победила представительницу Азербайджана Марию Стадник. После победы на Олимпиаде в возрасте 31 года завила об окончании спортивной карьеры.
В октябре 2014 года родила первого ребёнка.
Обара была включена в Зал славы UWW в сентябре 2022 года.
В последние годы Обара тренировала молодежь, а в 2021 году стала членом совета директоров Федерации борьбы Японии. Она также входила в тренерский штаб сборной Японии, готовившейся к Играм 2028 года в Лос-Анджелесе.
Умерла 18 июля 2025 года в возрасте 44 лет.